# Castro-Urdiales
Castro-Urdiales är en kommun i Spanien. Den ligger i den autonoma regionen Kantabrien i norra delen av landet, 300 km norr om huvudstaden Madrid. Antalet invånare är 33 482 (2024).